# Vos y yo, toda la vida (telenovela de 1978)
Vos y yo, toda la vida es una telenovela argentina dirigida por Carlos Berterreix para la cadena Canal 13 en 1978. Protagonizada por Arturo Puig y María del Carmen Valenzuela.

## Elenco
- Arturo Puig - Andrés Acevedo
- María del Carmen Valenzuela - Valeria Viale
- Ricardo Darín - Federico
- Jorge Martínez - Marcelo
- Alicia Zanca - Débora
- María Concepción César - Nélida Viale
- Laura Bove - Nidia
- Marita Battaglia - Charito
- Guido Gorgatti - Don Dimas
- Pablo Codevila - Franco
- Diego Varzi - Diego
- Dora Ferreiro - Olimpia
- María Elena Sagrera
- Mabel Pessen - Sor Ligia
- Roberto Osono
- Lito González - Indio
- Blanca Lagrotta - Pura
- Antuco Telesca - Abelardo
- Mario de Rosa
- Ivonne Fournery - Paula
- Elsa Piuselli - Mariana
- Susy Kent - Rosario

## Equipo de producción
- Original de: Alberto Migré
- Dirección: Carlos Berterreix

## Versiones
- Vos y yo, toda la vida (1964) protagonizada por Guillermo Bredeston y Nora Cárpena